# 葛布
葛布（くずふ、くずぬの、かっぷ）とは、クズ（葛）の繊維を紡いだ糸からつくられる織物である。

## 概要
葛の蔓を煮て水に晒し、発酵させたのちに繊維を取りだし、これを績んで葛糸にする。緯糸（よこいと）と経糸（たていと）の両方に葛糸が用いられているもののほか、経糸に絹や麻、木綿の糸を用いるものもある。葛の蔓を薬品で溶かして繊維分を取り出して、機械で紡績した糸で織られた製品もあり、葛粉をとったあとの繊維を糸にしたものを用いる場合もある。
古代日本においては庶民の被服や上流階級の喪服などの材料とされていたが、今日では襖張りや壁張り、表装や装本用の布などで用いられることがほとんどである。
静岡県西部の掛川市の周辺で作られている葛布は、経糸に木綿、麻、絹などを使い、緯糸を撚りを掛けない葛の平糸で織った物である。江戸時代には芭蕉布や晒布とならんで掛川の名産だったことが和漢三才図会に載っている。現在は壁紙などの利用のほか、財布や小物入れ、帽子、鞄、日傘、掛け軸などが作られている。
九州地方でかつて織られたものは、経糸、緯糸とも撚りをかけた葛糸である。甑島では「葛たなし」、唐津市では「佐志葛布」とも呼ばれる。
香川県や新潟県、島根県などにも作られた記録がある。

## 歴史
繊維の利用は古く、新石器時代には使われていたとされる。
中国の江蘇省呉県草鞋山（そうあいざん）遺跡から葛布が発見されたほか、論語にも葛布の記述がある。また司馬遷の史記にも、夏の衣として葛衣がもちいられたとある。

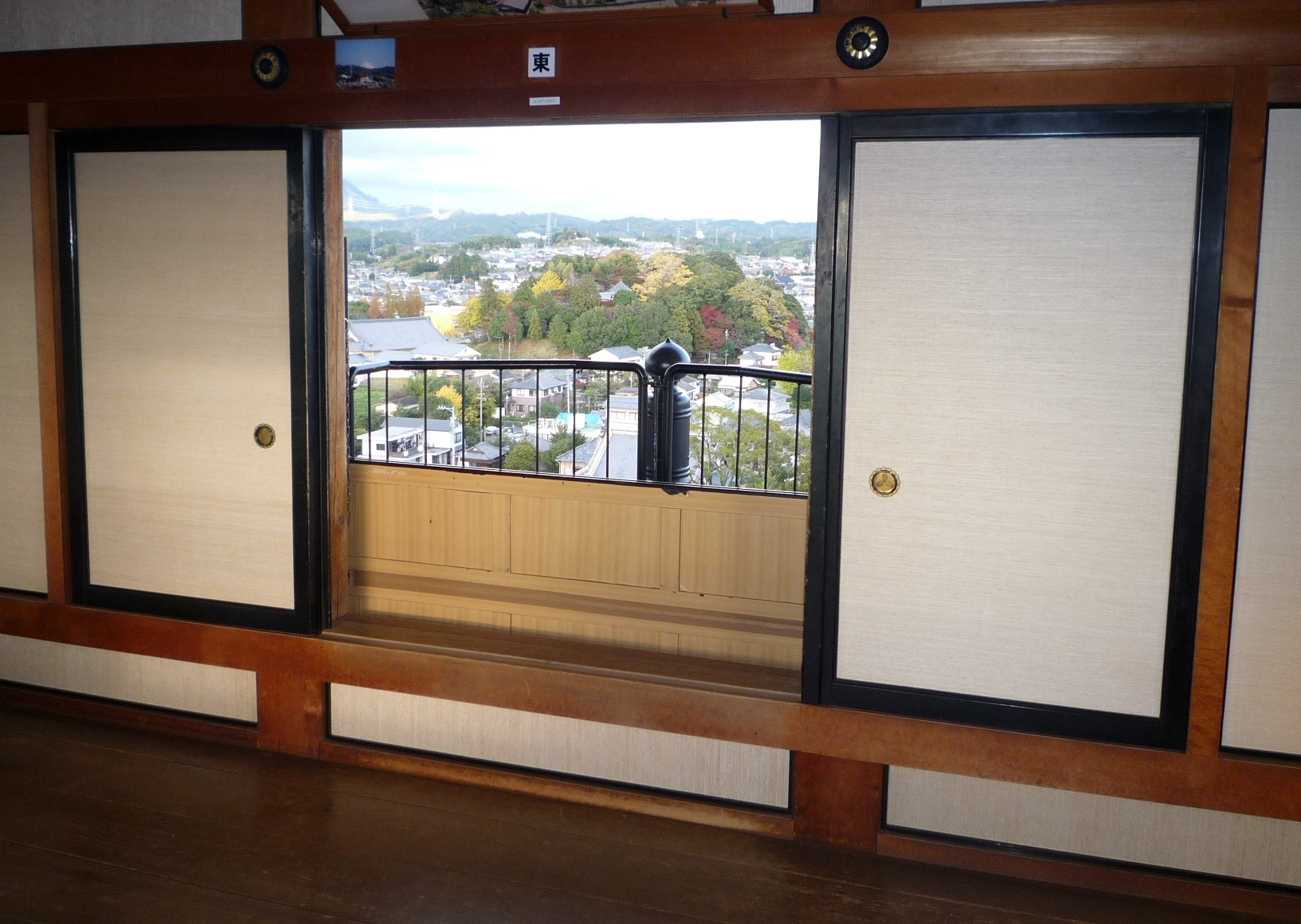
1996年に再建された掛川城の復興天守の最上階の襖には、地元産の葛布が使用されている

日本では古墳時代前期に九州の大宰府にある菖蒲が浦古墳で鏡に付着した葛布が出土し、これが日本最古の葛布と言われている。奈良時代にも、正倉院文書に葛布の盗難届けが出ているほか、万葉集にも幾つか葛布を詠んだ歌がある。平安時代には、養老律令の延喜式に葛布の染色方法が載っていて、平家物語にも葛布で作られた袴を指す「葛袴」がしばしば描写されている。江戸時代には、公家の直垂、狩衣、武士の陣羽織、裃、乗馬用袴、合羽の生地、火事羽織、道中着などに用いられ、遠州掛川がその特産地として有名になった。静岡県掛川市では鎌倉時代には葛布が織られていたとされる。
明治維新後は武士や公家による需要が無くなり、代わって輸出用の壁紙を生産するようになった。戦後は外貨獲得の輸出産業として、掛川地区を中心に発展した。しかし、韓国が国策として葛布壁紙を取り上げるようになると日本の製造業者による市場占有率は減少した。転廃業していく業者の中で残った数社が、現在も葛布を生産し、掛け軸やハンドバッグなどの民芸品、すだれやシェードなどのインテリア、帯地や着尺、洋服などの服飾品として販売されている。現代では、日本の葛布製造が産業として行われているのは掛川市のみで、静岡県の郷土工芸品に指定されている。

## 関連人物
- 兵藤庄右衛門